# Idioma guatuso
El guatuso o malécu lhaíca (en la variedad de Margarita y El Sol) o malécu jaíka (en la variedad de Tonjibe), que literalmente significa  "el habla de nuestra gente", es una lengua indígena hablada en Costa Rica por la etnia homónima. Pertenece, al igual que otras lenguas de la región, a la estirpe chibchense. Su pariente más cercano es el rama, lengua casi extinta cuyos últimos hablantes habitan en la costa atlántica nicaragüense.
Actualmente, los guatusos habitan tres comunidades en zona norte de Costa Rica: Margarita, Tonjibe y El Sol. Según Constenla (1998), el guatuso se encuentra en estado de declinación en Margarita (la aldea más grande) y en estado de resistencia en Tonjibe y El Sol. En el censo del año 2000, el 71,1 % de los miembros de la etnia se declaró hablante de la lengua, pero solo un 49 % la consideró lengua materna.

## Consideraciones lingüísticas

### Fonología

#### Vocales
El guatuso posee cinco fonemas vocálicos:
|              | Anteriores | Centrales | Posteriores |
| ------------ | ---------- | --------- | ----------- |
| Cerradas     | i          |           | u           |
| Semicerradas | e          |           | o           |
| Abierta      |            | a         |             |

Todos los fonemas vocálicos pueden aparecer acompañados por el fonema suprasegmental de cantidad /ː/.

#### Consonantes
El sistema consonántico tradicional del guatuso comprende quince fonemas:
|            | Bilabiales | Coronales | Velares |
| ---------- | ---------- | --------- | ------- |
| Oclusivas  | p          | t         | k       |
| Africadas  |            | ʧ, ʤ      |         |
| Fricativas | ɸ          | s         | x       |
| Laterales  |            | ɬ, l      |         |
| Vibrantes  |            | r, ɾ      |         |
| Nasales    | m          | n         | ŋ       |

### Grafía

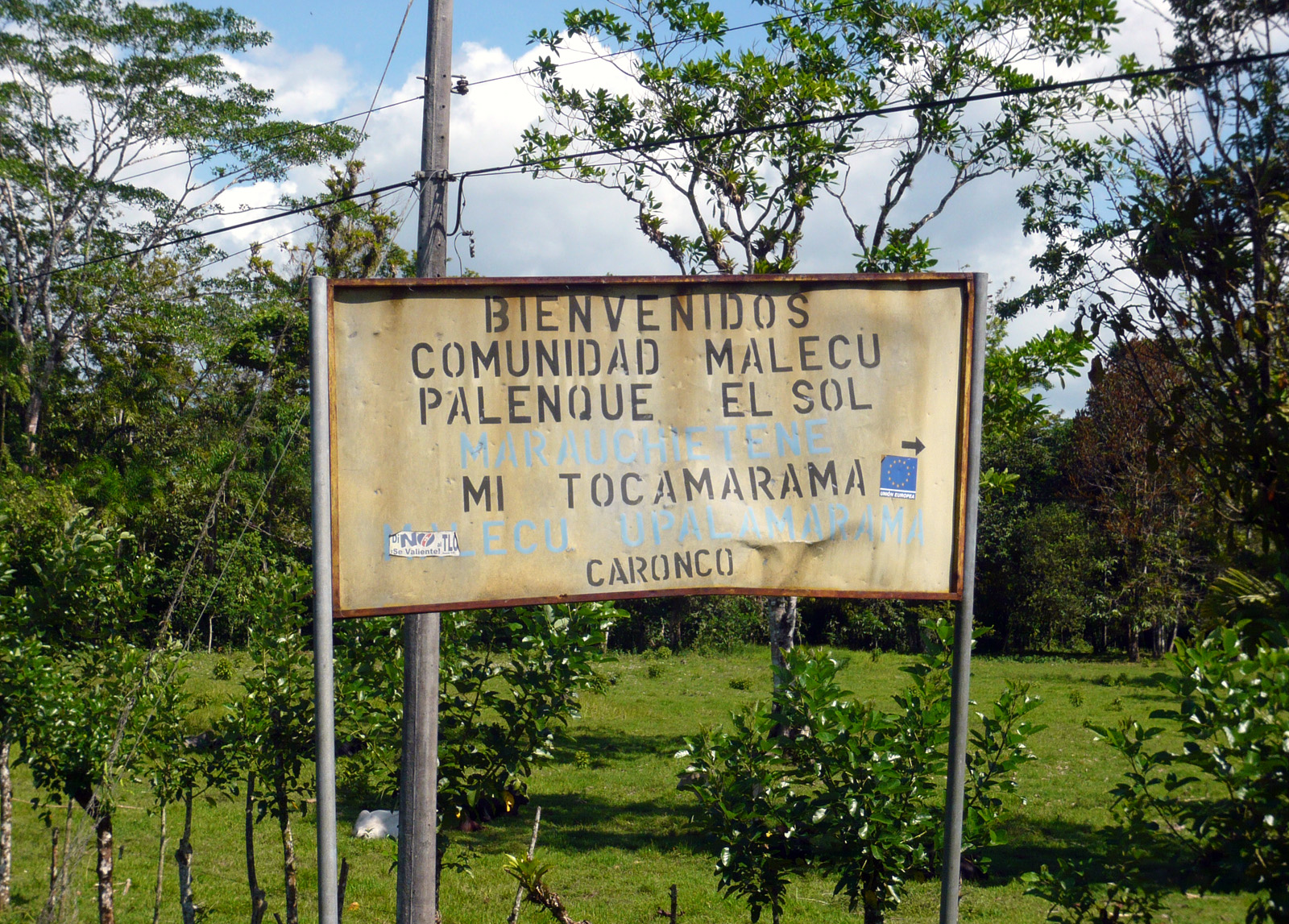
Letrero que da la bienvenida al Palenque El Sol (Caronh) en guatuso y español.

El alfabeto práctico de la lengua guatusa fue propuesto por el lingüista Adolfo Constenla y adoptado como oficial por la Asesoría de Educación Indígena del Ministerio de Educación Pública de Costa Rica.

#### Vocales
| Fonemas | Grafemas |
| ------- | -------- |
| a       | a        |
| e       | e        |
| i       | i        |
| o       | o        |
| u       | u        |
La cantidad vocálica se representa por medio de una tilde (´).

#### Consonantes
| Fonemas | Grafemas |
| ------- | -------- |
| p       | p        |
| t       | t        |
| k       | c, qu    |
| ʧ       | ch       |
| ʤ       | y        |
| ɸ       | f        |
| s       | s        |
| x       | j        |
| ɬ       | lh       |
| l       | l        |
| ɾ       | r        |
| r       | rr       |
| m       | m        |
| n       | n        |
| ŋ       | nh       | Existen diferencias notables entre la ortografía del malécu y la de otros idiomas indígenas de Costa Rica. Por ejemplo, el sonido /ŋ/ se representa como nh en malécu, mientras que en ngäbere se escribe como ng. Otra diferencia se observa en la representación del sonido /k/: en malécu lhaíca se utiliza la letra c en las combinaciones ca, co, cu, y qu en que y qui, siguiendo la ortografía del español. En contraste, otras lenguas indígenas del país emplean de forma consistente la letra k para representar este sonido en todas sus combinaciones (ka, ke, ki, ko, ku). Estas variaciones ortográficas han generado confusión entre los hablantes costarricenses y también han provocado debates dentro de la propia comunidad malécu, donde no existe consenso sobre si el nombre de la lengua debe escribirse maleku o malécu.  Como ocurre con muchos pueblos indígenas de Costa Rica, los hablantes del malécu no están acostumbrados a escribir en su lengua, ya que tradicionalmente ha sido una lengua exclusivamente oral. En las escuelas, la enseñanza de la lectoescritura se realiza únicamente en español, lo que contribuye a la falta de uniformidad ortográfica. Es común que un mismo hablante escriba una palabra de dos formas distintas.
Existe además una diferencia a nivel fonética que no permite que haya una única manera de escribir el malécu. Las personas de Margarita y El Sol mantienen la diferencia entre [ɬ] y [x], que ortográficamente serían "lh" y "j" respectivamente. Entonces ellos escriben con "lh" las palabras lhúri (venado), lhárenh (pez bobo o Joturus pichardi), y con "j" las palabras ujúti (chancho de monte cariblanco o Tayassu pecari) y ajárra (sajino o Tayassu tajacu). Los hablantes de Tonjibe no mantienen esa diferencia sino que escriben esas palabras con "j" siempre, lo cual sería júri, járenh, ujúti y ajarra.